# Philibert Joseph Roux

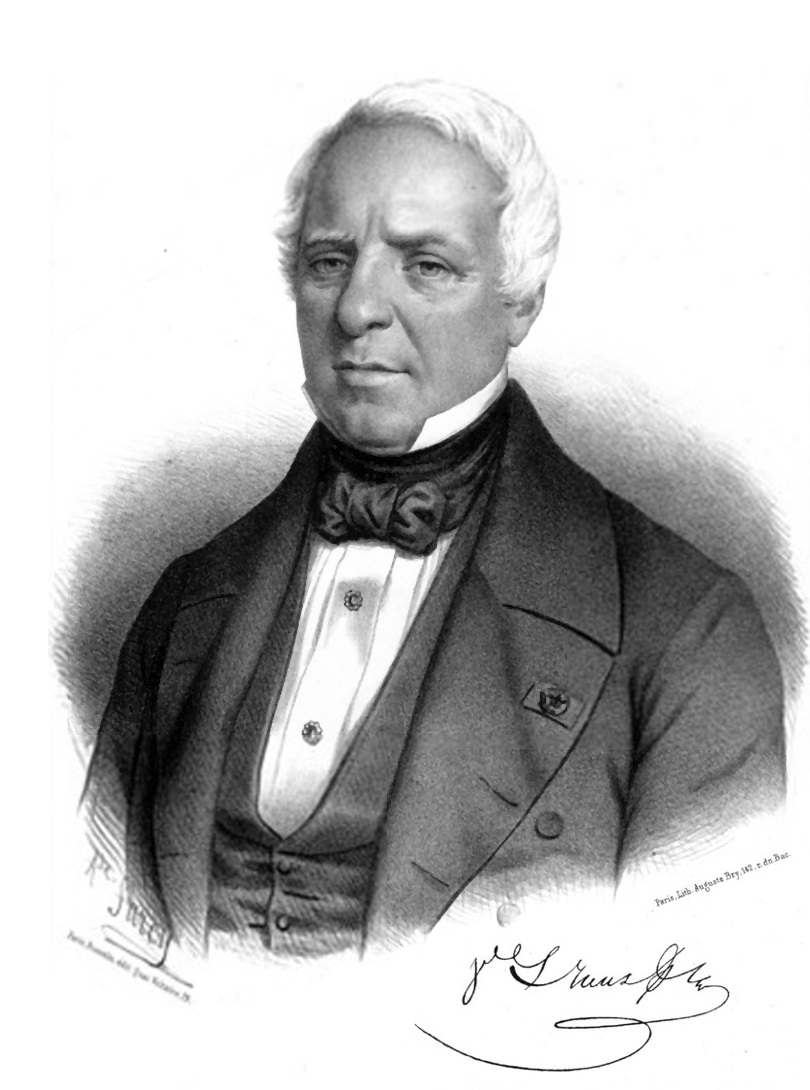
Philibert Joseph Roux, vor 1841

Philibert Joseph Roux (* 26. April 1780 in Auxerre; † 23. März 1854 in Paris) war ein französischer Mediziner und Chirurg.

## Leben
Philiberts Vater Jacques Roux, praktizierender Chefchirurg am Hôtel-Dieu und an der Militärakademie von Auxerre, schickte ihn an die von den Benediktiner geleitete Militärakademie, um dort Bauingenieur zu studieren. Auf Grund der sorglosen Natur seines Sohnes gab er diesen Plan bald auf und nahm Philibert auf die chirurgische Station mit. Allerdings zeigte der Sohn auch dort kaum Interesse und träumte nur davon, Auxerre zu verlassen. 1796, während des Ersten Koalitionskrieges, riet ihm der Vater in die Armee einzutreten. P. J. Roux erhielt dort eine Position als Sanitätsoffizier dritter Klasse für die Sambre- und Maas-Armee, die nach Andernach im Rheinland ausrückte. Nach einem kurzen Aufenthalt in dieser Garnison wurde er in das Lazarett Aachen entsandt, wo er dem Rettungsdienst zugewiesen wurde. Nach dem Frieden von Campo Formio am 17. Oktober 1797 erfolgte die Demobilmachung und Philibert kehrte zu seiner Familie zurück.
Sein Vater drängte aber weiterhin zum Studium der Medizin in Paris. 1850 wurde das Hôpital d’instruction des armées du Val-de-Grâce gegründet, aber Roux scheiterte dort an der Aufnahmeprüfung. Er besuchte daraufhin die Kurse an der École de médecine de Paris und die öffentlichen Anatomievorlesungen von Marie François Xavier Bichat, dessen Schüler, Verehrer und Freund er wurde. Nachdem eine entsprechende Stelle frei geworden war, arbeitete er mit Enthusiasmus als Sezierer für Bichat.
Nach dem Tod von Xavier Bichat am 22. Juli 1802 übernahm er seine Vorlesungen in Anatomie, Physiologie und operativer Chirurgie. Er obduzierte Bichat, eröffnete ein Theater der Anatomie und lehrte operative Chirurgie im Kloster Saint-Jean de Beauvais, cloître Saint-Jean de Beauvais, später auch in der Rue de la Huchette.
Im Jahre 1802 bewarb er sich um die Position eines stellvertretenden Chef-Chirurgen, chirurgien de deuxième classe am Hôtel-Dieu. Die Position wurde jedoch an seinen Mitbewerber Guillaume Dupuytren vergeben.
Im Jahr 1803 verteidigte er seine Dissertation mit dem Titel Coup d’oeil physiologique sur les sécrétions.
1807 wurde er zum Chirurgen zweiter Klasse am Beaujon Krankenhaus, Hôpital Beaujon in Clichy (Hauts-de-Seine), drei Jahre später 1810 heiratete er die Tochter des Chirurgen Alexis Boyer. Adelaide Boyer war die älteste Tochter des Pariser Chirurgen Alexis Boyer und zuvor mit Guillaume Dupuytren verlobt.
Als Raphaël Bienvenu Sabatier im Jahre 1811 starb, wurde dessen Lehrstuhl vakant. Ph.J. Roux präsentierte sich zusammen mit den drei anderen Kandidaten, A. E. Tartra, Guillaume Dupuytren und Jean-Nicolas Marjolin (1780–1850), für diese Stelle. Das Auswahlkomitee setzte sich aus Philippe-Jean Pelletan (1747–1829), Antoine Dubois (1756–1837), Pierre-François Percy (1754–1825) und Anthelme Richerand zusammen. Am 10. Februar 1812 wurde Guillaume Dupuytren einstimmig zum Professor der operativen Chirurgie berufen. Ph.J. Roux konnte seine fachliche Reputation durch eine Veröffentlichung zur Behandlung von Knochenerkrankungen – genauer Gelenkerkrankungen – durch Resektion und Amputation festigen. Im Jahre 1813 erschien sein Lehrbuch für Chirurgie. Im August des Jahres 1814 reiste er für einen Monat zur Fortbildung nach London, wo er sich über die Fortschritte der dortigen Chirurgie informierte. 1820 ernannte man ihn endlich zum Professor der Chirurgie und im Jahre 1835 – nach dem Tode von Guillaume Dupuytren – wurde er dessen Nachfolger am Hôtel-Dieu in Paris.
Im September des Jahres 1819 operierte er mit Erfolg eine offene Gaumenspalte bei einem englischen Studenten. Anthelme Richerand griff ihn hierfür in polemischer Weise stark an. Als Folge dieses erfolgreichen Eingriffs (Staphylorrhapie) entstand 1825 die Publikation Mémoire sur la staphyloraphie, ou, Suture du voile du palais. Den Verschluss einer weichen Gaumenspalte (siehe weicher Gaumen) wurde im Jahr 1816 erstmals vom Berliner Chirurgen Carl Ferdinand von Graefe (1787–1840) durchgeführt. Operationstechnisch frischte Graefe dabei die Spaltenränder durch Ätzung an, um sie in Folge zu vernähen. Erfolgreich war dieses Vorgehen nur in einem Fall. Ph.J. Roux änderte die Technik dahingehend, dass er die Spaltränder chirurgisch anfrischte und sie dann naht-adaptierte. Es gelang ihm bei rund 90 Patienten die gespaltenen Gaumensegel zu vereinen.
Neben seinem überaus reichhaltigen chirurgischen Handeln beschäftigte er sich auch mit der Augenheilkunde und entwickelte die chirurgische Ophthalmologie weiter. In einer Mitteilung an die Pariser Akademie der Wissenschaften (Académie des sciences) aus dem Jahre 1817 berichtete er über die operative Behandlung des Grauem Stars (Katarakt). So hat er mehr als 700 Patienten mit einer Erfolgsquote von siebzig operiert.
Roux hatte am 12. Januar 1847 in Paris als erster Arzt des europäischen Kontinents Äther als Narkosemittel verwendet.
Im Jahr 1853 wurde er zum Mitglied der Leopoldina gewählt. Seit 1834 war er Mitglied der Académie des sciences.

## Werke (Auswahl)
- Coup d’oeil physiologique sur les sécrétions. Feugueray, Paris 1803
- Melanges de chirurgie et de physiologie.  Mequignon, Paris 1809
- Mémoire sur la staphyloraphie, ou, Suture du voile du palais. Chaudé, Paris 1825
- Quarante années de pratique chirurgicale.  Victor Masson, Paris 1854; archive.org